# سماهیج
سماهیج روستایی در بحرین در ساحل شمالی جزیره محرق است. روستای دیر در شمال غربی آن و قلالی در جنوب شرقی آن قرار دارد. این روستا در شمال فرودگاه بین‌المللی بحرین است.
نام سماهیج دارای ریشه فارسی و به معنای «سه ماهی» است. این نام مربوط به شکل جغرافیایی منطقه‌ای است که این روستا در آن واقع شده‌است.